# Tirap (Distrikt)
Der Distrikt Tirap (auch Tirāp) ist ein Distrikt im indischen Bundesstaat Arunachal Pradesh. Sitz der Distriktverwaltung ist Khonsa. Der zugehörige Hierarchische Administrative Subdivision-Code (HASC) lautet: IN.AR.TI.

## Geschichte
Im Jahr 1914 wurden die North-East Frontier Tracts gegründet und als Teil Assams verwaltet. Eines der Teilgebiete war der Tirap Frontier Tract. Das Gebiet war größer als der heutige Distrikt. Es deckt die heutigen Distrikte Changlang, Longding und Tirap und Gebiete in Assam ab. Im Zweiten Weltkrieg war der heutige Distrikt Tirap kurz von den Japanern besetzt. Im Jahr 1951 wurden die Gebiete im Flachland und in den Bergen getrennt. Die Gebiete im Flachland wurden Teil Assams. Aus dem Tirap Frontier Tract wurde 1954 die Tirap Frontier Division und 1965 der Distrikt Tirap mit dem Hauptort Khonsa. Am 14. November 1987 wurde das Gebiet des Changlang-Distrikts und am 12. März 2012 das Gebiet des Longding-Distrikts aus dem Distrikt Tirap herausgelöst.

## Geografie
Der Distrikt Tirap liegt im Südosten von Arunachal Pradesh an der Grenze zu Myanmar. Der Distrikt grenzt im Nordwesten und Norden an den indischen Bundesstaat Assam, im Nordosten und Osten an den Distrikt Changlang, im Südosten an Myanmar sowie im Westen an den Distrikt Longding. Die Fläche des Distrikts Tirap beträgt 1282 km².

## Bevölkerung

### Übersicht
Nach der Volkszählung 2011 hat der Distrikt Tirap 55.022 Einwohner. Bei 43 Einwohnern pro Quadratkilometer ist der Distrikt nur dünn besiedelt. Die Bevölkerungsentwicklung ist typisch für Indien. Zwischen 2001 und 2011 stieg die Einwohnerzahl um 11,6 Prozent. Der Distrikt ist deutlich ländlich geprägt und hat eine durchschnittliche Alphabetisierung. Es gibt keine Dalits (scheduled castes), aber sehr viele Angehörige der anerkannten Stammesgemeinschaften (scheduled tribes).

### Bevölkerungsentwicklung
Wie überall in Indien wächst die Einwohnerzahl im Distrikt Tirap seit Jahrzehnten stark an. Die Zunahme betrug in den Jahren 2001–2011 rund 12 Prozent (11,60 %). In diesen zehn Jahren nahm die Bevölkerung um mehr als 5700 Menschen zu. Die genauen Zahlen verdeutlicht folgende Tabelle:

### Bedeutende Orte
Insgesamt gibt es im Distrikt nur zwei Orte, die als Städte (towns und census towns) gelten. Dennoch ist der Anteil der städtischen Bevölkerung im Distrikt recht hoch. Denn 16.576 der 55.022 Einwohner oder 30,13 % leben in städtischen Gebieten.

### Bevölkerung des Distrikts nach Geschlecht
Der Distrikt hatte immer mehr männliche wie weibliche Einwohner. Dies ist typisch für weite Gebiete Indiens. Der Anteil der männlichen Bevölkerung liegt aber deutlich über dem indischen Durchschnitt. Die Verteilung der Geschlechter sieht wie folgt aus:
| Verteilung der Bevölkerung nach Geschlecht im Distrikt Tirap |                   |                   |                   |                   |                   |                   |                   |                   |                   |                   |
|                                                              | Volkszählung 1971 | Volkszählung 1971 | Volkszählung 1981 | Volkszählung 1981 | Volkszählung 1991 | Volkszählung 1991 | Volkszählung 2001 | Volkszählung 2001 | Volkszählung 2011 | Volkszählung 2011 |
| Anzahl                                                       | Anteil            | Anzahl            | Anteil            | Anzahl            | Anteil            | Anzahl            | Anteil            | Anzahl            | Anteil            |                   |
| GESAMT                                                       | 26.352            | 100 %             | 33.333            | 100 %             | 44.399            | 100 %             | 49.304            | 100 %             | 55.022            | 100 %             |
| Männer                                                       | 14.061            | 53,36 %           | 17.844            | 53,53 %           | 24.438            | 55,04 %           | 26.090            | 52,92 %           | 28.894            | 52,51 %           |
| Frauen                                                       | 12.291            | 46,64 %           | 15.489            | 46,47 %           | 19.961            | 44,96 %           | 23.214            | 47,08 %           | 26.128            | 47,49 %           |

### Volksgruppen
In Indien teilt man die Bevölkerung in die drei Kategorien general population, scheduled castes und scheduled tribes ein. Die scheduled castes (anerkannte Kasten) mit (2011) 0 Menschen (0,00 Prozent der Bevölkerung) werden heutzutage Dalit genannt (früher auch abschätzig Unberührbare betitelt). Die scheduled tribes sind die anerkannten Stammesgemeinschaften mit (2011) 43.984 Menschen (79,94 Prozent der Bevölkerung), die sich selber als Adivasi bezeichnen. Zu ihnen gehören in Arunachal Pradesh 104 Volksgruppen. Aufgrund der Sprache (Zahlen für die Volksgruppen sind nur bis Distriktshöhe veröffentlicht) sind die Nocte, Tangsa (Tutcha Tangsa), Garo, Wancho, Chang, Phom, Adi und Nissi/Dafla die wichtigsten Gruppen innerhalb der anerkannten Stammesgemeinschaften im heutigen Distrikt.

### Bevölkerung des Distrikts nach Sprachen
Eine deutliche Mehrheit der Bevölkerung des Distrikts Tirap spricht eine tibetobirmanische Sprache. Die weitverbreitetsten Sprachgruppen sind Nocte (26.412 Personen oder 48,00 %), Tangsa (5997 Personen oder 10,90 %), Garo (5844 Personen oder 10,62 %), Wancho, Chang (756 Personen oder 1,37 %), Phom (636 Personen oder 1,16 %), Adi (Adi, Miniyong, Talgalo und Gallong; 613 Personen oder 1,11 %) und Nissi/Dafla (Apatani, Nissi/Dafla und Tagin; 589 Personen oder 1,07 % der Distriktsbevölkerung). Zuwanderersprachen sind die Sprachgruppe Hindi (Hindi, Bhojpuri und Sadan/Sadi; 4015 Personen oder 7,30 %), Bengali (2041 Personen oder 3,71 %), Nepali und Assami (1297 Personen oder 2,36 %).
Nocte ist in vier der fünf Circles die weitverbreitetste Muttersprache. In den beiden Circles Dadam und Soha mit deutlichen Mehrheiten zwischen 77,26 % in Soha und 99,55 % in Dadam. Im Circle Khonsa spricht nur eine knappe Mehrheit von 52,48 % Nocte. Und im Circle Namsang hat Nocte mit 44,70 % nur eine relative Mehrheit. Im Circle Laju dagegen ist die Sprache mit einem Anteil von 0,65 % unbedeutend. Im Circle Laju ist Garo mit 5688 Personen oder 62,42 % Bevölkerungsanteil Mehrheitssprache. Tangsa hat seine Hochburgen in den Circles Laju (35,36 % Anteil) und Khonsa (9,21 %). Phom ist nur im Circle Soha von Bedeutung und Wancho und Chang konzentrieren sich auf den Circle Khonsa. Nissi/Dafla hat seine Hochburg im Circle Namsang.
In den Circles Namsang (12,21 % Anteil) und Khonsa (9,78 % Anteil) ist Hindi eine weitverbreitete Muttersprache. In der Stadt Khonsa ist Hindi mit Personen 2151 oder 21,67 % Bevölkerungsanteil und in der Stadt Deomali mit 1136 der 6648 Bewohner (17,08 %) deutlich stärker verbreitet als in den Landgemeinden des Circles Khonsa (dort sprechen nur insgesamt 563 Personen der 16.367 Einwohner oder 3,43 % Zuwanderersprachen). Diese Konzentration auf die Kleinstädte gilt auch für die weiteren Muttersprachen der Zugewanderten (Bengali, Nepali und Assami). Die Verteilung der Einzelsprachen sieht wie folgt aus:
| Jahr                                   | Nocte  | Nocte   | Tutcha Tangsa | Tutcha Tangsa | Garo | Garo    | Wancho | Wancho | Bengali | Bengali | Hindi | Hindi  | Nepali | Nepali | Assami | Assami | Bhojpuri | Bhojpuri | Gesamt | Gesamt   |
| Jahr                                   | Zahl   | %       | Zahl          | %             | Zahl | %       | Zahl   | %      | Zahl    | %       | Zahl  | %      | Zahl   | %      | Zahl   | %      | Zahl     | %        | Zahl   | %        |
| -------------------------------------- | ------ | ------- | ------------- | ------------- | ---- | ------- | ------ | ------ | ------- | ------- | ----- | ------ | ------ | ------ | ------ | ------ | -------- | -------- | ------ | -------- |
| 2011                                   | 26.303 | 47,80 % | 5879          | 10,68 %       | 5841 | 10,62 % | 2897   | 5,27 % | 2025    | 3,68 %  | 1975  | 3,59 % | 1652   | 3,00 % | 1256   | 2,28 % | 1095     | 1,99 %   | 55.022 | 100,00 % |
| Quelle: Ergebnis der Volkszählung 2011 |        |         |               |               |      |         |        |        |         |         |       |        |        |        |        |        |          |          |        |          |

### Bevölkerung des Distrikts nach Bekenntnissen
Die einheimischen Bewohner bekennen sich mehrheitlich zum Christentum. In den letzten hundert Jahren traten viele Stammesangehörige (scheduled tribes) zum Christentum über. Die Nocte und Garo gehören zu diesen Völkern. Eine Minderheit der anerkannten Stammesgemeinschaften praktzitiert noch ihre angestammte Religion. Einzige weitere religiöse Minderheit sind die Hindus, die weit überwiegend Zugewanderte sind (Leute aus dem Hindi-Gürtel in Nordindien, Bengalis, Nepalis und Assamesen).
Der Circle Dadam mit 96,37 % Christen ist fast gänzlich christianisiert. Im Circle Laju ist das Christentum mit 77,59 % deutliche Mehrheitsreligion. Diese deutliche Mehrheit gilt auch für die Landbevölkerung des Circles Khonsa (12.003 der 16.367 Landbewohner oder 73,34 %). In den Circles Namsang (25,06 %) und Soha (22,06 %) und in den beiden Städten sind die Christen allerdings weit schwächer vertreten. In der Kleinstadt Deomali sind 4931 der 6648 Einwohner oder 74,17 % und in der Kleinstadt Khonsa 5270 der 9928 Einwohner oder 53,08 % Hindus. Die Anhängerschaft der Ethnischen Religionen hat ihre Hochburg im Circle Soha (1000 Personen oder 32,45 %) und unter der Landbevölkerung im Circle Khonsa (2335 Personen 14,27 % Anteil). Die genaue religiöse Zusammensetzung der Bevölkerung zeigt folgende Tabelle:
| Jahr                                   | Buddhisten | Buddhisten | Christen | Christen | Hindus | Hindus  | Jainas | Jainas | Muslime | Muslime | Sikhs | Sikhs  | Andere | Andere | keine Angaben | keine Angaben | Gesamt | Gesamt   |
| Jahr                                   | Zahl       | %          | Zahl     | %        | Zahl   | %       | Zahl   | %      | Zahl    | %       | Zahl  | %      | Zahl   | %      | Zahl          | %             | Zahl   | %        |
| -------------------------------------- | ---------- | ---------- | -------- | -------- | ------ | ------- | ------ | ------ | ------- | ------- | ----- | ------ | ------ | ------ | ------------- | ------------- | ------ | -------- |
| 2011                                   | 531        | 0,97 %     | 30.979   | 56,30 %  | 17.417 | 31,65 % | 13     | 0,02 % | 762     | 1,38 %  | 40    | 0,07 % | 5125   | 9,31 % | 155           | 0,28 %        | 55.022 | 100,00 % |
| Quelle: Ergebnis der Volkszählung 2011 |            |            |          |          |        |         |        |        |         |         |       |        |        |        |               |               |        |          |

## Verwaltung
Der heutige Distrikt ist in die acht Circles (Kreise) Borduria, Dadam, Deomali, Katang, Khonsa, Lau, Longo und Soha unterteilt.